# Micheal Ray Richardson
Micheal Ray Richardson, detto Sugar (Lubbock, 11 aprile 1955), è un ex cestista e allenatore di pallacanestro statunitense, professionista nella NBA e in Europa.

## Carriera

Richardson negli anni con le V Nere

Quarta scelta assoluta del 1978, ha giocato nella NBA per otto anni, soprattutto nei New York Knicks dal 1978 al 1982 e nei New Jersey Nets dal 1983 al 1986. Nel 1984 fu trovato positivo alla cocaina per la terza volta e venne sospeso dal campionato NBA, per poi venire definitivamente radiato nel 1986. Nel 1991 venne trovato ancora positivo.
Arrivò in Italia nel 1988 nelle file dell'allora Knorr Bologna. Giocò in Italia fino al 1994, vincendo la Coppa Italia nel 1989 e diventò MVP dell'All Star Game. L'anno successivo sempre con la Virtus vinse la Coppa Italia e la Coppa delle Coppe. Segnò 50 punti nell'All Star Game, ottenendo un nuovo record. Nel 1991 iniziò la preparazione con Bologna e venne trovato positivo alla cocaina. Sugar si giustificò dicendo che si trattava di un anestetico.
Nel 1992 si accasò alla Baker Livorno, dove tra lo scetticismo iniziale tornò a disputare due campionati di ottimo livello, facendo letteralmente tornare l'amore per il basket nella città, amore che era finito dopo la contestatissima fusione tra le due realtà cittadine arcirivali tra loro, ovvero la Pallacanestro Livorno e la Libertas. Memorabile la prestazione contro la sua ex squadra Virtus a Bologna, dove mise a segno 32 punti e, anche grazie ad un tiro da 3 punti di Lauro Bon (anch'esso ex-Virtus) all'ultimo secondo del supplementare, riuscì a conquistare un posto per i play-off.
Tornò a quasi 43 anni alla Libertas Forlì, nel campionato 1998-99. Al termine di quella stagione riuscì a strappare un contratto tornando a Livorno, ma nel febbraio del 2000 venne tagliato e terminò la sua carriera a 45 anni.

## Statistiche
| † | Denota una stagione in cui ha vinto il titolo NBA |
| * | Primo nella lega                                  |
| * | Record                                            |

### NBA

#### Regular Season
| Anno      | Squadra       | PG  | PT  | MP   | TC%  | 3P%  | TL%  | RP  | AP    | PRP  | SP  | PP   |
| --------- | ------------- | --- | --- | ---- | ---- | ---- | ---- | --- | ----- | ---- | --- | ---- |
| 1978-1979 | N.Y. Knicks   | 72  | -   | 16,9 | 41,4 | -    | 53,9 | 3,2 | 3,0   | 1,4  | 0,3 | 6,5  |
| 1979-1980 | N.Y. Knicks   | 82  | 82  | 37,3 | 47,2 | 24,5 | 66,0 | 6,6 | 10,1* | 3,2* | 0,4 | 15,3 |
| 1980-1981 | N.Y. Knicks   | 79  | -   | 40,2 | 46,9 | 22,5 | 66,3 | 6,9 | 7,9   | 2,9  | 0,4 | 16,4 |
| 1981-1982 | N.Y. Knicks   | 82  | 79  | 37,1 | 46,1 | 18,8 | 70,0 | 6,9 | 7,0   | 2,6  | 0,5 | 17,9 |
| 1982-1983 | G.S. Warriors | 33  | 25  | 32,5 | 41,2 | 12,9 | 63,2 | 4,4 | 7,4   | 3,1* | 0,3 | 12,5 |
| 1982-1983 | N.J. Nets     | 31  | 26  | 32,3 | 43,8 | 20,0 | 67,1 | 4,8 | 6,0   | 2,6  | 0,5 | 12,7 |
| 1983-1984 | N.J. Nets     | 48  | 25  | 26,5 | 46,0 | 24,1 | 70,4 | 3,6 | 4,5   | 2,1  | 0,4 | 12,0 |
| 1984-1985 | N.J. Nets     | 82* | 82  | 38,1 | 46,9 | 25,2 | 76,7 | 5,6 | 8,2   | 3,0* | 0,3 | 20,1 |
| 1985-1986 | N.J. Nets     | 47  | 39  | 34,1 | 44,8 | 14,8 | 78,8 | 5,3 | 7,2   | 2,7  | 0,2 | 15,7 |
| Carriera  | Carriera      | 556 | 358 | 33,4 | 45,7 | -    | 69,0 | 5,5 | 7,0   | 2,6  | 0,4 | 14,8 |

#### Playoffs
| Anno     | Squadra     | PG | PT | MP   | TC%  | 3P%  | TL%  | RP  | AP   | PRP  | SP  | PP   |
| -------- | ----------- | -- | -- | ---- | ---- | ---- | ---- | --- | ---- | ---- | --- | ---- |
| 1981     | N.Y. Knicks | 2  | -  | 43,0 | 24,2 | 0,0  | 58,3 | 9,5 | 5,5  | 3,5  | 0,0 | 11,8 |
| 1983     | N.J. Nets   | 2  | -  | 29,0 | 38,1 | 0,0  | 60,0 | 4,0 | 2,5  | 2,5  | 0,0 | 9,5  |
| 1984     | N.J. Nets   | 11 | -  | 40,3 | 40,8 | 27,3 | 73,2 | 4,9 | 7,2  | 3,1* | 0,4 | 16,8 |
| 1985     | N.J. Nets   | 3  | 3  | 41,7 | 40,4 | 0,0  | 64,3 | 6,0 | 11,3 | 1,3  | 0,0 | 18,3 |
| Carriera | Carriera    | 18 | 3  | 39,6 | 38,6 | 20,7 | 69,0 | 5,5 | 7,2  | 2,8  | 0,2 | 15,7 |

## Biopic
La sua storia ha ispirato il documentario del 2000 Whatever Happened to Micheal Ray? di Chris Rock.
Sposato con una donna marocchina ha un figlio, Amir Richardson, che gioca nella Fiorentina e nella nazionale marocchina.
Sugar per questo motivo parla 4 lingue: inglese, francese, arabo e italiano, data la sua lunga militanza in Italia.

## Record in Italia
- Punti - 46 contro Caserta
- Tiri da due realizzati - 16 contro Caserta
- Tiri da due tentati - 23 contro Caserta
- Tiri da tre realizzati - 9 contro la Fortitudo Bologna
- Tiri da tre tentati - 16 contro la Fortitudo Bologna
- Tiri liberi realizzati - 14 contro Treviso
- Tiri liberi tentati - 17 contro la Virtus Bologna
- Rimbalzi offensivi - 9 contro Varese
- Rimbalzi difensivi - 13 contro la Virtus Bologna
- Rimbalzi totali - 16 contro Milano
- Assist - 9 (2 volte)
- Palle recuperate - 8 (3 volte)
- Minuti giocati - 45 (2 volte)

## Palmarès

### Giocatore

#### Squadra
- Campionato francese: 1

Olympique d'Antibes: 1994-95
- Coppa Italia: 2

Virtus Bologna: 1989, 1990
- Coppa delle Coppe: 1

Virtus Bologna: 1989-90
- Coppa di Croazia: 1

Spalato: 1992

#### Individuale
- 2 volte NBA All-Defensive First Team (1980, 1981)
- Miglior passatore NBA (1980)
- Migliore nelle palle recuperate NBA (1980, 1983, 1985)
- 4 volte NBA All-Star (1980, 1981, 1982, 1985)
- Secondo migliore giocatore di sempre per palle rubate a partita NBA in regular season (2,63 palle rubate a partita)

### Allenatore
- 2 volte campione CBA (2008, 2009)
- Campione PBL (2010)
- 2 volte campione NBL Canada (2012, 2013)
- PBL Coach of the Year (2010)
- 2 volte NBL Canada Coach of the Year (2012, 2013)